# Agabagy
Agabagy är en ort i Azerbajdzjan.   Den ligger i distriktet Zərdab Rayonu, i den centrala delen av landet, 180 kilometer väster om huvudstaden Baku. Antalet invånare är 442.
Terrängen runt Agabagy är mycket platt. Närmaste större samhälle är Zardob, 15,3 kilometer nordväst om Agabagy.
Trakten runt Agabagy består till största delen av jordbruksmark. Runt Agabagy är det ganska tätbefolkat, med 58 invånare per kvadratkilometer.